# 355. п. н. е.

## Догађаји
- Распуштен Други атински поморски савез након завршетка Савезничког рата